# 부동산 강제집행절차에서의 경매취소 사건
부동산 강제집행절차에서의 경매취소 사건은 민사집행법 제102조 제1항 위헌소원에 대한 유명 헌법재판소 판례이다.

## 집행절차와 신속한 재판을 받을 권리
헌법 제27조 제3항의 신속한 재판을 받을 권리의 적용범위에는 판결절차 외에 집행절차도 포함되고, 민사상의 분쟁해결에 있어서 판결절차가 권리 또는 법률관계의 존부의 확정, 즉 청구권의 존부와 관념적 형성을 목적으로 하는 절차라면 강제집행절차는 권리의 강제적 실현, 즉 청구권의 사실적 형성을 목적으로 하는 절차이므로 강제집행절차에서는 판결절차에 있어서보다 신속성의 요청이 더욱 강하다.
신속한 재판을 받을 권리의 '신속'의 개념에는 분쟁 해결의 시간적 단축뿐만 아니라 효율적인 절차의 운영이라는 요소도 포함된다. 폭넓은 입법재량이 허용된다.
모든 채권자가 효과적인 권리보호를 받지 못하게 되는 상황이 초래된다. 경매신청채권자가 굳이 경매를 원한다면 충분한 보증을 제공하고 경매절차를 속행할 수 있도록 하고 있다. 청구인이 신청한 경매가 취소된다고 하더라도 청구인이 보유하는 채권 자체가 소멸되는 것은 아니어서 청구인으로서는 채무자의 다른 재산에 대하여 경매를 신청하는 방법으로 다시 자신의 채권의 만족을 도모할 수 있다. 신속한 재판을 받을 권리를 침해하지 아니한다.

## 평등권
일부라도 변제받을 수 있는 경우의 압류채권자와 자신의 채권액에 전혀 만족을 얻을 수 없는 압류채권자 사이에는 자의적인 차별이 없다. 경매절차의 실효성을 도모하고, 우선 채권자의 환가시기의 선택권을 보장하기 위해 불가피하기 때문이다.

## 재산권
강제집행권은 국가가 보유하는 통치권의 한 작용으로서 민사사법권에 속하는 것이고 채권자인 청구인은 국가에 대하여 강제집행의 발동을 구하는 공법상의 권능인 강제집행청구권만을 보유하고 있으므로 재산권 제한의 문제는 발생하지 아니한다.

## 참고 문헌
- 헌법재판소 판례 2007.3.29. 2004헌바93
- 정회철, 최근 5년 중요헌법판례 200, 여산, 2012.

## 같이 보기
- 부동산
- 강제집행
- 민사집행법